# Droga ekspresowa H2 (Słowenia)
Droga ekspresowa H2 (słoweń. Hitra cesta H2) – dawna droga ekspresowa w Słowenii o długości 7,3 km. Umożliwia ominięcie ścisłego centrum Mariboru. Do czasu otwarcia odcinka autostrady A1 Pesnica – Slivnica (14 sierpnia 2009) był nią prowadzony ruch tranzytowy przez miasto.
Droga została wybudowana w latach 1978–1989, w trzech etapach:
| Odcinek | Przebieg                      | Długość | Rozpoczęcie budowy | Zakończenie budowy |
| ------- | ----------------------------- | ------- | ------------------ | ------------------ |
| I       | Ptujska Cesta w stronę Drawy  | 1,0 km  | 1978               | 1980               |
| II      | koniec odc. 1 – Meljska Cesta | 1,7 km  | 1980               | 19.06.1985         |
| III     | Meljska Cesta – węzeł Pesnica | 4,6 km  | 1987               | 30.06.1989         |

W latach 2000–2001 przebudowano również 2,6 km drogi w ramach dodatkowego etapu IIB (budowa drogi regionalnej nr 430 przez Maribor). 1 stycznia 2020 została przeklasyfikowana, stając się częścią drogi regionalnej II kategorii o numerze 430.